# Jan Borowski (pilot)
Jan Borowski (ur. 31 maja 1912 w Radomiu, zginął 18 października 1940 w wypadku w Anglii) – porucznik pilot Polskich Sił Powietrznych w Wielkiej Brytanii, kawaler Krzyża Srebrnego Orderu Wojennego Virtuti Militari.

## Życiorys
Syn Adama i Aleksandry z Karasińskich. 3 stycznia 1934 roku wstąpił do Szkoły Podchorążych Lotnictwa w Dęblinie (IX promocja)). Na stopień podporucznika został mianowany ze starszeństwem z 15 października 1936 i 1. lokatą w korpusie oficerów lotnictwa, grupa liniowa. Został wcielony do 1 pułku lotniczego w Warszawie i przydzielony do 113 eskadry myśliwskiej. W połowie 1938 roku został zastępcą dowódcy eskadry porucznika pilota Wieńczysława Barańskiego.
1 września o godzinie siódmej rano 113 eskadra została poderwana w celu osłony Warszawy przed nalotem niemieckich bombowców. Tego samego dnia po południu Jan Borowski i Jerzy Radomski zestrzelili nad lasem Kabackim dwa niemieckie Messerschmitty Bf 109. (Niektóre źródła podają, że zestrzelonym pilotem był as Luftwaffe, weteran Legionu Condor, Oberstleutnant Henschke, który zginął we wraku samolotu. Jednak współczesne źródła nie potwierdzają tej informacji).
Po kampanii wrześniowej przez Rumunię przedostał się do Francji. 1 listopada 1939 awansował na porucznika. Podczas pobytu w bazie Lyon-Bron brał udział w kilku startach alarmowych klucza Gr. Ch. III/6, ale do spotkań z nieprzyjacielem nie doszło. Przesunięty na front włoski, a po zakończeniu kampanii francuskiej przeleciał samolotem do Afryki, stamtąd zaś dotarł do Wielkiej Brytanii.
Otrzymał numer służbowy P-0250 i po przeszkoleniu został skierowany 17 października 1940 roku do dywizjonu 302. W pierwszym swoim locie patrolowym 18 października lądował we mgle i rozbił samolot a sam zginął (niektóre źródła podają, że podczas powrotu na lotnisko, w złych warunkach atmosferycznych zderzył się z linką balonu zaporowego koło Sunbury w Middlesex i runął na ziemię). Pochowany na cmentarzu Northwood, grób H 269.

## Zwycięstwa powietrzne
Na liście Bajana figuruje na 191. pozycji z 1 i 8/15 pewnymi zestrzeleniami.
- Me-109 (pilotowany przez Oberstleutnanta Henschke, były zastępca dowódcy „legionu Condor” – oberst Henschke, informacja niepotwierdzona w źródłach niemieckich, inna wersja: )
- 1/2 He-111 – wrzesień 1939

## Ordery i odznaczenia
- Krzyż Srebrny Orderu Virtuti Militari nr 12049 - pośmiertnie.
- Medal Lotniczy[7]